# Canal Albatross

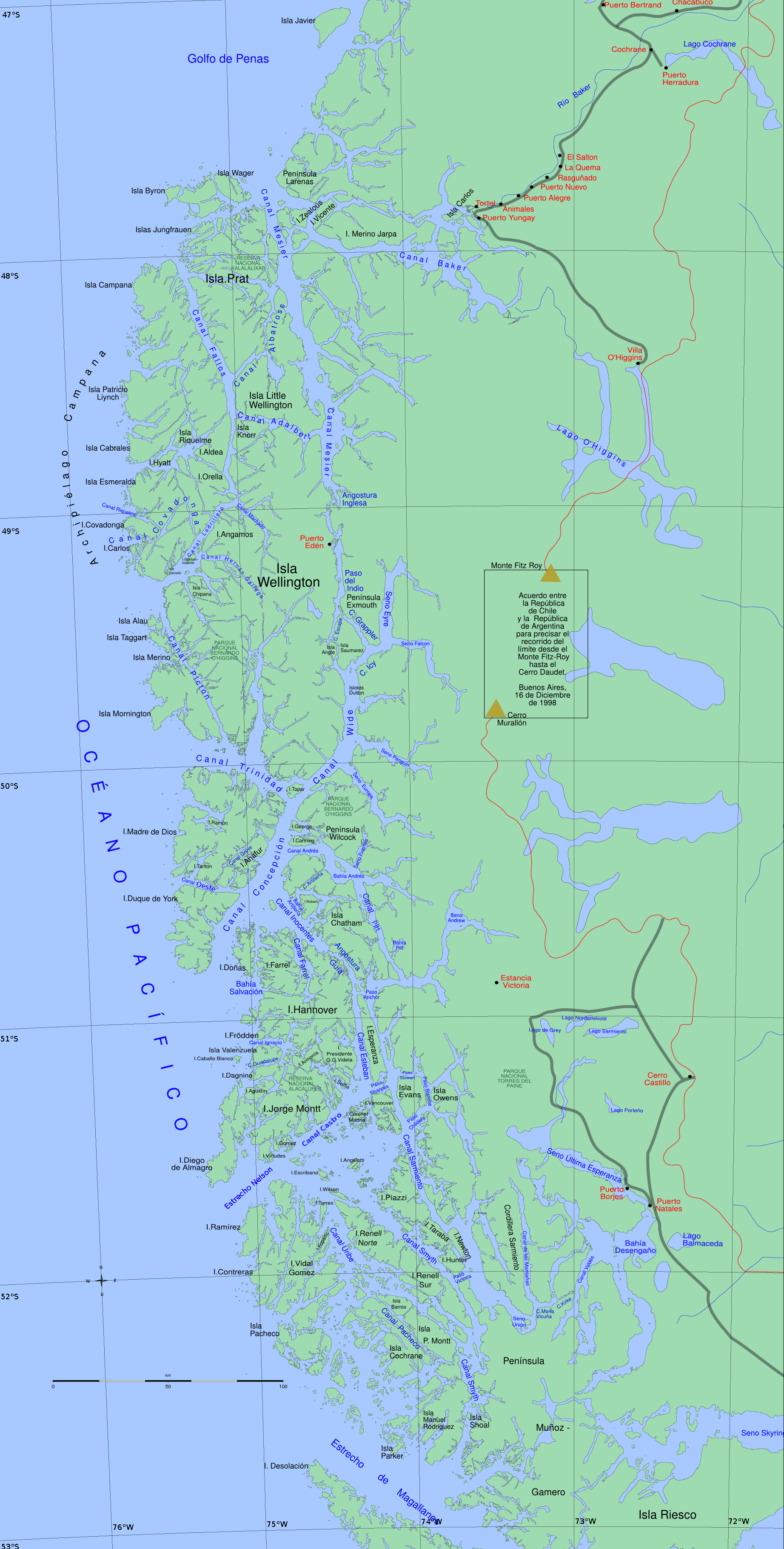
Golfo de Penas - Estrecho de Magallanes

El canal Albatross  es uno de los canales patagónicos secundarios de la Patagonia chilena. Une el canal Messier con el canal Fallos.
Está ubicado dentro de la XI Región de Aysén del General Carlos Ibáñez del Campo. Su nombre es en homenaje al buque de guerra alemán Albatross que en los años 1883 y 1884 exploró los canales que cruzan la isla Wellington y parte de la isla Campana. 
Era navegado por el pueblo kawésqar desde hace aproximadamente 6.000 años hasta fines del siglo XX pues habitaban en sus costas.

## Recorrido
Mapa del canal
Este canal corre entre la isla Prat por su lado occidental y la isla Serrano (o Little Wellington) por el lado oriental. Comunica los canales Messier y Fallos. De norte a sur se extiende en dirección general sur por aproximadamente 10 millas marinas y luego continúa en dirección SW por otras 10 millas marinas. En el primer tramo se encuentra la Angostura alemana. 
Su acceso oriental, que conduce al canal Messier, se encuentra entre las islas Schafer y Hornby (48°07′30″S 74°44′01″O / -48.12500, -74.73361). Su acceso sur, que comunica con el canal Fallos, está entre las puntas Jasmund y Albatross (48°29′30″S 74°59′01″O / -48.49167, -74.98361 ).

## Geología y orografía
La angostura Alemana es la única parte del canal en que se debe tener precaución pues el menor ancho es de 1 cable y su menor profundidad de 8,25 metros.
Las costas de la isla Serrano son recortadas y quebradas. El aspecto de las tierras que rodean el canal son cerros altos y escarpados, cubiertos en su mayor parte por un bosque impenetrable y con hielo en sus cumbres rocosas.

## Oceanografía
Las corrientes en la angostura Alemana tiran comúnmente unos 2 nudos  y producen escarceos. 
El canal carece de señalización marítima pues no es un canal del track de navegación comercial. Se recomienda no navegarlo si no se dispone  de un práctico local.